# کوویکتا
کوویکتا (به لاتین: Kuvykta) یک منطقهٔ مسکونی در روسیه است که در استان آمور واقع شده‌است.